# جعفرآقا شکاک
جعفرآقا شکاک از سران عشایر کُرد از ایل شکاک در اوایل قرن بیستم بود. 
او در یک خانوادۀ سرشناس کُرد که از متنفذین منطقۀ آذربایجان غربی ایران بودند به دنیا آمد. او به عنوان برادر بزرگتر سمکو شکاک، نقش مهمی در رهبری ایل داشت. 

## قتل در حین مذاکرات
جعفرآقا در سال ۱۹۰۵ میلادی/۱۲۸۴ خورشیدی از طرف حسینقلی نظام‌السلطنه حاکم آذربایجان برای انجام مذاکرات سیاسی به تبریز دعوت شد. اما به جای توافق، به دستور حاکم به قتل رسید. قتل او باعث ایجاد تنش در منطقه شد و باعث شد که برادر کوچکترش سمکو شکاک رهبری ایل شکاک را در دست بگیرد. 
اجمال این واقعه این که کردان ایل شکاک که همواره در نافرمانی نسبت به دولت ایران سر می کردند و به تعدی و تجاوز می پرداختند، در این تاریخ به علت امانی که نظام‌السلطنه به محمدآقا شکاک رئیس ایل و جعفرآقا شکاک پسر وی داده بود همگی مطیع شده بودند و جعفرآقا به عنوان گروگان و مهمان در تبریز می زیست. مقارن این احوال نظام‌السلطنه از محمدعلی میرزا که به نیابت سلطنت در تهران به جای پدرش مظفرالدین‌شاه اقامت داشت محرمانه دستور یافت که جعفرآقا را بکشد. وی توسط کسان خود در شبی که جعفرآقا را در منزل خود مهمان کرده بود غفلتا به باد گلوله گرفت و به این ترتیب وی کشته شد. کشته شدن وی برای نظام‌السلطنه به خوش نامی نینجامید زیرا مردم از آن واقعه هم ضعف و سوء سیاست دولت را استنباط کردند و هم کشتن کسی را که امان یافته بود خلاف جوانمردی و و درستی عهد تلقی نمودند. بعلاوه نتایج شوم دیگری که از آن عمل بر آمد یاغی شدن پدر جعفرآقا و برادرش اسماعیل سیمیتقو بود. 
محمدعلی میرزا به نیابت سلطنت در تهران به جای پدرش اقامت داشت و نظام‌السلطنه در تبریز حکومت می کرد